# Bolborhynchus
Genre
Le genre Bolborhynchus est un genre de psittacidé. Il comprend trois espèces de petites perruches d'Amérique latine.

## Liste des espèces
D'après la classification de référence (version 2.2, 2009) du Congrès ornithologique international (ordre phylogénique) :
- Bolborhynchus lineola – Toui catherine
- Bolborhynchus orbygnesius – Toui de d'Orbigny
- Bolborhynchus ferrugineifrons – Toui à front roux